# کوجو-این
کوجو-این ((به ژاپنی: 藤原 呈子 Kujō-in); 1131 – ۲۳ اکتبر ۱۱۷۶) کوگو همسر امپراتور کونوئه اهل ژاپن بود. او فرزندی نداشت.